# Boodschap van algemeen nut
Een boodschap van algemeen nut is een niet-commerciële boodschap op de Vlaamse televisie waarin de overheid haar beleid kan toelichten of waarin verenigingen hun activiteiten kunnen promoten.

## Vlaanderen
Met het mediadecreet van 1991 wordt het mogelijk om boodschappen van algemeen nut uit te zenden in Vlaanderen.  Deze boodschappen moeten een niet-commercieel karakter hebben. In het huidige mediadecreet worden de volgende categorieën gedefinieerd:
- een boodschap van bepaalde overheden of openbare instellingen over hun beleid
- een boodschap van sociale of humanitaire verenigingen of van een vereniging van algemeen welzijn over hun opdracht
- een boodschap van erkende of gesubsidieerde culturele verenigingen om hun culturele activiteiten bekend te maken

Boodschappen van algemeen nut worden onder andere gebruikt om het beleid van de overheid in de kijker te zetten, burgers te sensibiliseren, fundraisingscampagnes te lanceren of een gedragsverandering bij de bevolking op gang te brengen.
Net zoals voor reclameboodschappen moet er voor boodschappen van algemeen nut mediaruimte aangekocht worden.  Dat kan zowel op de commerciële televisie als op de openbare omroep. Bij die laatste gebeurt dat via de VAR (Vlaamse Audiovisuele Regie), een dochteronderneming van de VRT die werd opgericht in 1990. Omdat reclamezendtijd voor sociale en humanitaire verenigingen meestal te duur is worden boodschappen van algemeen nut bijna uitsluitend op de VRT-netten uitgezonden. Voor de openbare omroep  bleek dit een onverwachte lucratieve bron van inkomsten.

### Verschil met reclameboodschappen
Een boodschap van algemeen nut moet duidelijk herkenbaar en onderscheiden zijn van de normale programma's.  Op Eén en Canvas worden ze voorafgegaan en gevolgd door een aankondiging dat het om een boodschap van algemeen nut gaat.  Ook moet het logo van de adverteerder tijdens de hele spot duidelijk in beeld zijn in de linker- of rechterbovenhoek van het scherm. Op de radiozenders van de VRT moeten ze door middel van een auditief signaal onderscheiden worden van de gewone programmering.
Verder specifieert het mediadecreet dat een boodschap van algemeen nut niet rechtstreeks noch onrechtstreeks gericht mag zijn op de commerciële promotie van individuele producten of diensten.  Ook sponsoring is niet toegelaten.